# Johann Rudolf Byss

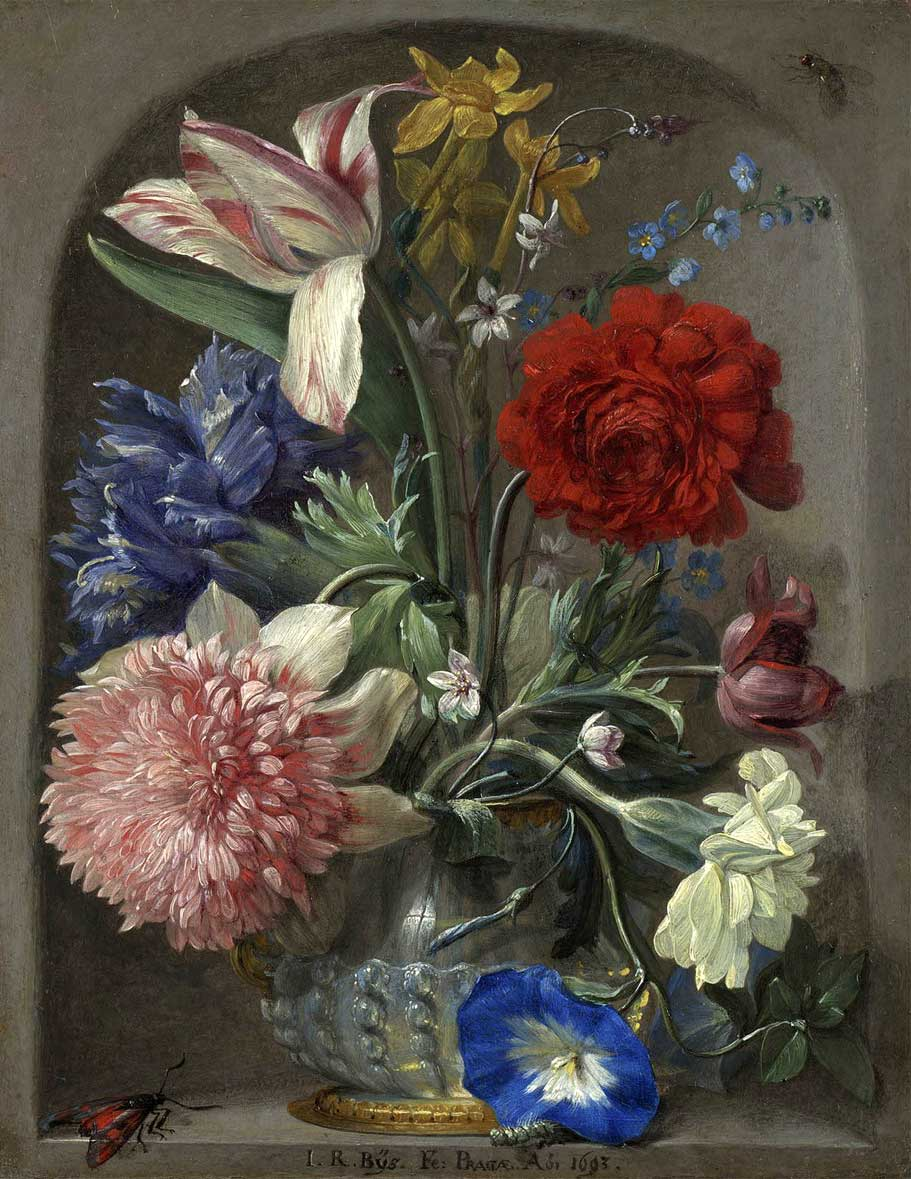
Johann Rudolf Byss, Fiori in una nicchia di pietra, 1693

Johann Rudolf Byss (Coira, 11 maggio 1660 – Würzburg, 11 dicembre 1738) è stato un pittore svizzero.

## Biografia
Nacque a Coira e imparò a dipingere prima da suo padre Johann Joseph Byss, e successivamente da Johann Heinrich Roos, di cui conosceva bene i figli. I lavori più importanti di Byss furono eseguiti durante il suo soggiorno a Praga. Per completare i suoi studi si recò in Germania, Inghilterra e Paesi Bassi nel 1680. Nel 1689 divenne pittore di corte del conte Hermann Jakob Cern. Nello stesso anno, sposò Maximiliana Wagner.
Johann Rudolf Byss è accreditato di aver portato lo stile classico olandese e italiano nella sfera artistica di Praga. Queste influenze sono chiaramente presenti nel suo dipinto del 1691 "Giovanni di Dio" e nella "Vestale Claudia Quinta" del 1692.
Johann Rudolf Byss ottenne la cittadinanza di Praga nel 1692. Due anni dopo, venne inserito nella corporazione dei pittori, della quale in seguito divenne maestro. È noto per le opere religiose e le nature morte di fiori, ed ebbe come allievo Johann Adalbert Angermeyer. Si ritiene che Johann Rudolf Byss sia stato anche l'insegnante del pittore tedesco Johann Michael Bretschneider (1680-1729).
Nel 1713 dipinse l'affresco del soffitto dello scalone principale del Castello di Weißenstein. In seguito divenne direttore della galleria di dipinti di quel palazzo e nel 1719 fece stampare il catalogo. Questo è stato il primo catalogo di gallerie tedesche ad essere  stampato.

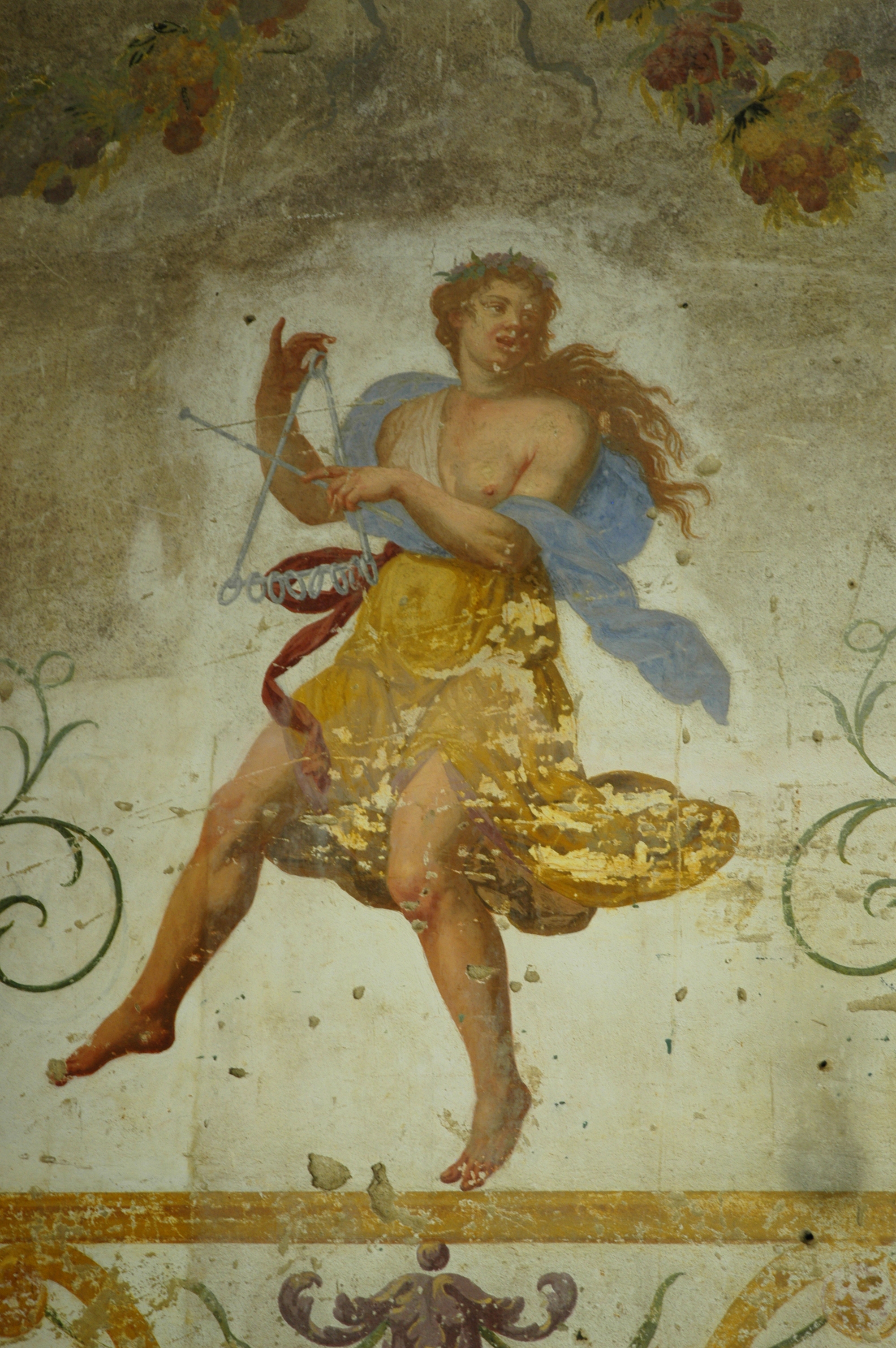
Un dipinto di Johann Rudolf Byss

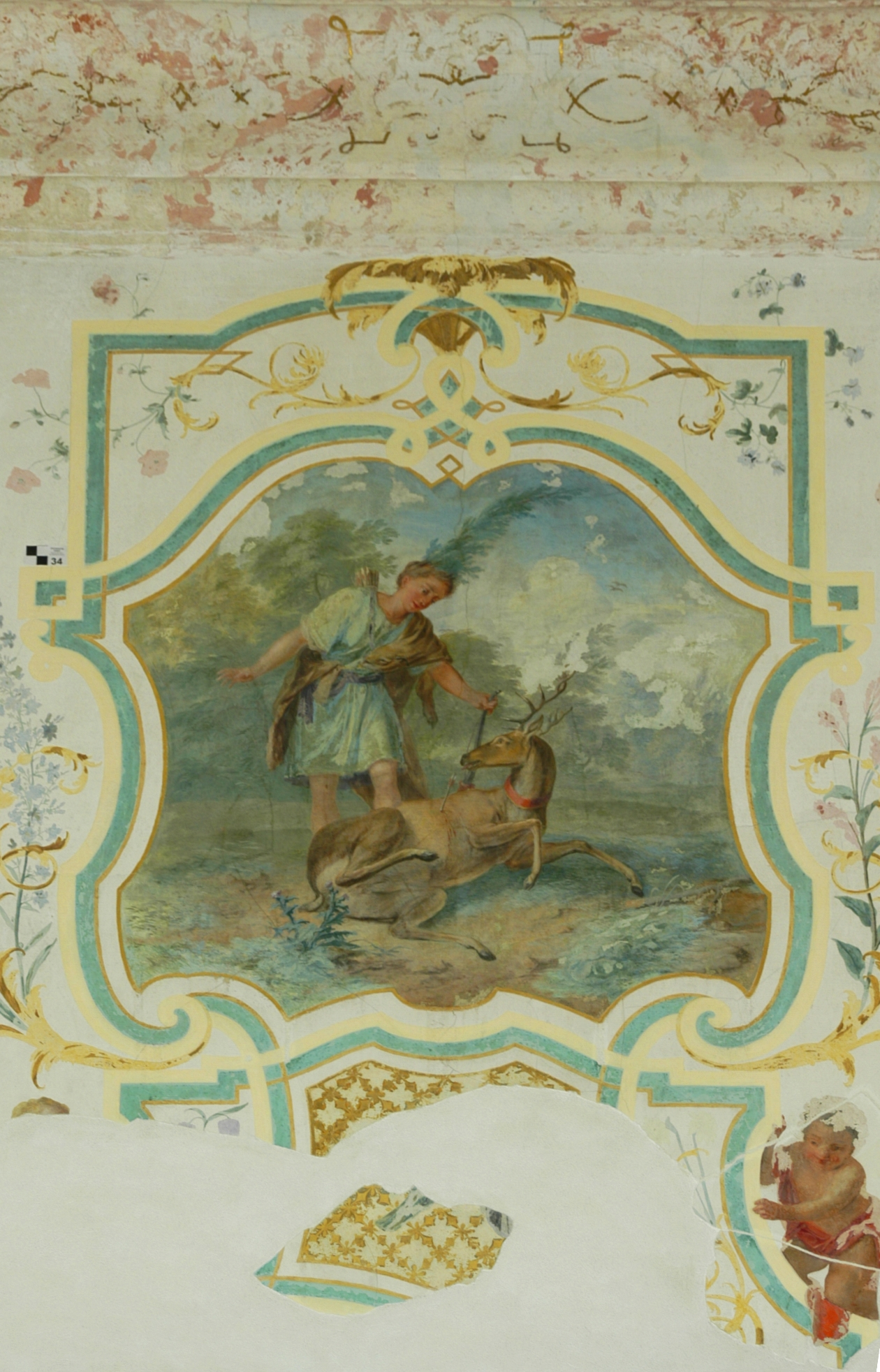
Un esempio della pittura di Johann Rudolf Byss.